# سیارک ۴۳۷۷۵
سیارک ۴۳۷۷۵ (به انگلیسی: 43775 Tiepolo، نامگذاری:1989CA6) چهل و سه هزار و هفتصد و هفتاد و پنجمین سیارک می‌باشد  که در ۲ فوریه ۱۹۸۹ کشف شده‌است.